# Алвизе Кадамосто
Алвизе Кадамосто (на италиански: Alvise Cadamosto) известен още като Alvide Ca 'ra Mosto (на португалски: Luis Cadamosto), е венециански мореплавател на португалска служба, открил част от западното крайбрежие на Африка.

## Ранни години (1429/1432 – 1455)
Роден около 1429/1432 година в Ка'да Мосто (откъдето произлиза името му), дворец на Канал Гранде във Венеция, Италия. Баща му, Джовани да Мосто, е венециански държавен служител и търговец, а майка му, Елизабет Куерини, е от богато патрицианско семейство. Алвизе има двама по-малки братя – Пиетро и Антонио.
Още като младеж е посветен в морската търговия и извършва търговски плавания из Средиземно море и Атлантическия океан, като посещава Северна Африка, Южна Европа, Фландрия и Англия. През 1454 г., по време на едно от поредните си плавания около бреговете на Португалия корабът му претърпява корабокрушение и екипажа се спасява на брега, където е посетен от емисари на княз Хенрих Мореплавател и е нает на работа като капитан на кораб, с който на следващата година е изпратен на юг към западните брегове на Африка.

## Експедиции в Африка (1455 – 1456)

### Първо плаване (1455)
На 22 март 1455 г., Кадамосто отплава от Лисабон на юг в първото си плаване на 43-тонна каравела с капитан Викейн Диас. Посещава островите Мадейра и Канарските о-ви преди да стигнат до африканския бряг около нос Блан. Достига до устието на река Сенегал (която той нарича „Рио до Сенега“), а след това и устието на река Гамбия и се изкачва само на 100 км нагоре по течението ѝ, поради отказа на екипажа да продължи по-нататък.

### Второ плаване (1456)
През май 1456 г. е изпратен на второ плаване към устието на Гамбия, но поради буря се отклонява на запад и на 25 юли открива островите Кабо Верде (Зелени Нос), в т.ч. островите Боавища, Маю и Сантяго. Островите се оказват безлюдни, покрити с гори и изобилстващи от птици, а в крайбрежните води – от риба.

## Следващи години (1456 – 1481/1483)
След завръщането си през 1456 г., Кадамосто живее в Лагос. През февруари 1463 напуска Португалия, известно време живее и развива морска търговия в Лондон и през 1466 се връща във Венеция.
За своите плавания Кадамосто написва книга „Navigatio ad terras inkognitas“, която е издадена в Базел чак през 1537 г.
Умира около 1481/1483 година в Полескин, докато е на дипломатическа мисия в Ровиго.